# Drávaszerdahely, Baranya
Drávaszerdahely este un sat în districtul Siklós, județul Baranya, Ungaria, având o populație de 198 de locuitori (2011). 

## Demografie
Componența etnică a satului Drávaszerdahely
     Maghiari (95,35%)
     Romi (2,33%)
     Germani (2,33%)
Componența confesională a satului Drávaszerdahely
     Romano-catolici (30,81%)
     Reformați (30,3%)
     Fără religie (11,11%)
     Mozaici (2,02%)
     Necunoscută (25,76%)
Conform recensământului din 2011, satul Drávaszerdahely avea 198 de locuitori. Din punct de vedere etnic, majoritatea locuitorilor (95,35%) erau maghiari, existând și minorități de germani (2,33%) și romi (2,33%). Nu există o religie majoritară, locuitorii fiind romano-catolici (30,81%), reformați (30,3%), persoane fără religie (11,11%) și iudaici (2,02%). Pentru 25,76% din locuitori nu este cunoscută apartenența confesională.